# 28869 Chaubal
28869 Chaubal este un asteroid din centura principală de asteroizi.

## Descriere
28869 Chaubal este un asteroid din centura principală de asteroizi. A fost descoperit pe 5 mai 2000 la Socorro, New Mexico, în cadrul proiectului LINEAR. Asteroidul prezintă o orbită caracterizată de o semiaxă mare de 2,63 ua, o excentricitate de 0,08 și o înclinație de 3,9° în raport cu ecliptica.